# Britanski odbor filmske klasifikacije
Britanski odbor filmske klasifikacije (енгл. British Board of Film Classification, BBFC; ranije British Board of Film Censors) je nevladina organizacija osnovana od strane britanske filmske industrije 1912. godine i odgovorna za nacionalnu klasifikaciju i cenzuru filmova koji se izlažu u bioskopima i video radova (kao što su televizijski programi, trejleri, reklame, filmovi za javno informisanje/kampanje, meniji, bonus sadržaj, itd.) fizički mediji u Ujedinjenom Kraljevstvu. Organizacija ima zakonski zahtev da klasifikuje sve video radove objavljene na VHS, DVD, Blu-rej (uključujući 3D i 4K UHD formate) i, u manjoj meri, neke video igre prema Zakonu o video snimcima iz 1984. godine. BBFC je takođe bio imenovani regulator za britansku šemu verifikacije uzrasta koja je napuštena pre nego što je sprovedena.

## Literatura
- Aldgate, Anthony (1995). Censorship and the Permissive Society: British Cinema and Theatre, 1955-1965. Clarendon Press. ISBN 9780198112419.
- Baron, Saskia (writer and director) Empire of the Censors – two-part TV documentary, pc. Barraclough Carey, prod. Paul Kerr, BBC2, tx. 28 & 29 May 1995
- Knowles, Dorothy (1934). The Censor, the Drama and the Film. London: George Allen & Unwin.
- Hunnings, Neville March (1967). Film Censors and the Law. London: Allen & Unwin.
- Lamberti, Edward, ур. (2012). Behind the Scenes at the BBFC: Film Classification from the Silver Screen to the Digital Age. London: British Film Institute/Palgrave Macmillan.
- Mathews, Tom Dewe (1994). Censored. London: Chatto & Windus.
- Petrie, Duncan J. (1991). Creativity And Constraint In The British Film Industry. Palgrave MacMillan. ISBN 978-1-349-21473-0.
- Richards, Jeffrey (1981). „The British Board of Film Censors and Content Control in the 1930s”. Historical Journal of Film, Radio and Television. 1 (2): 95—116. doi:10.1080/01439688100260101.
- Richards, Jeffrey (1982). „The British Board of Film Censors and Content Control in the 1930s”. Historical Journal of Film, Radio and Television. 2 (1): 39—48. doi:10.1080/01439688200260031.
- Robertson, James Crighton (1982). „British Film Censorship Goes to War”. Historical Journal of Film, Radio and Television. 2 (1): 49—64. doi:10.1080/01439688200260041.
- Robertson, James Crighton (1985). The British Board of Film Censors: Film Censorship in Britain, 1896–1950. London: Croom Helm.
- Robertson, James Crighton (1993). The Hidden Cinema: British Film Censorship in Action 1913–72. London: Routledge. ISBN 978-0-415-09034-6.
- Wood, Leslie (1947). The Miracle of the Movies. London: Burke Publishing Co.
- Barker, Martin. (2016). ‘Knowledge-U-Like’: The British Board of Film Classification and its Research. Journal of British Cinema and Television, 13(1), 121–140.
- Barker, Martin, Mathijs, E., Sexton, J., Egan, K., Hunter, R., & Selfe, M. (2007). Audiences And Receptions Of Sexual Violence In Contemporary Cinema. University of Wales.
- French, Philip, & Petley, Julian. (2007). Censoring the moving image. Seagull Books.
- Kapka, Alexandra. (2017). ‘Cuts are not a viable option’: The British Board of Film Classification, Hate Crime and Censorship for Adults in the Digital Age. Journal of British Cinema and Television, 14(1), 77–97.
- Kenny, Oliver. (2022). British Film Censorship in the Twenty-First Century. In S. Choe (Ed.), The Palgrave Handbook of Violence in Film and Media (pp. 143–168). Palgrave Macmillan.
- Petley, Julian. (2011). Film and video censorship in contemporary Britain. Edinburgh University Press.
- Pett, Emma. (2015). A new media landscape? The BBFC, extreme cinema as cult, and technological change. „New Review of Film and Television Studies, 13”. doi:10.1080/17400309.2014.982910.(1), 83–99.

## Spoljašnje veze
- Zvanični veb-sajt